# Borsa di Genova

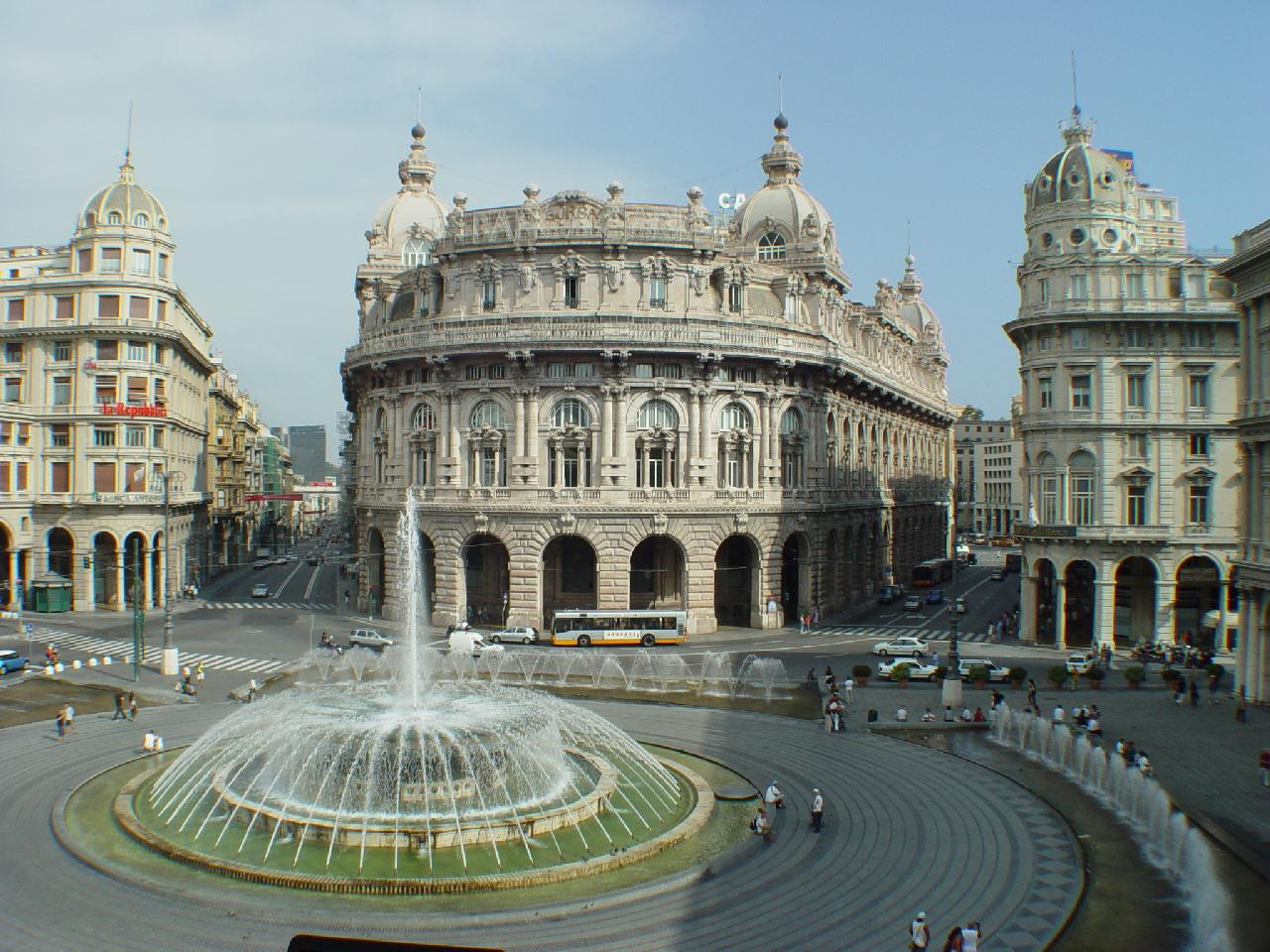
Il palazzo della Borsa di Genova

La Borsa valori di Genova è stata una delle dieci borse valori italiane attive fino al 1997, quando vennero unificate nella Borsa Italiana.

## Storia
Benché a Genova le contrattazioni sui titoli di credito, tipicamente sui "luoghi" del Banco di San Giorgio, avvenissero da secoli sotto la Loggia di Piazza Banchi, il ceto mercantile locale si oppose lungamente all'introduzione di un mercato regolamentato nella città ligure. Tuttavia, già nel 1842 i bollettini indicavano la quotazione di titoli azionari.
La borsa valori di Genova venne istituita solo nel 1855 su iniziativa di Cavour, che voleva modernizzare l'economia del Regno di Sardegna. 
La sede fu inizialmente posta nel Palazzo Gio Batta Senarega, ma spesso gli operatori tornavano a riunirsi nell'attigua Loggia di Banchi, così nel 1859 la Borsa fu riportata nella sua sede storica.
Al momento dell'Unità d'Italia la borsa di Genova era di gran lunga la più importante del nuovo regno, e tale rimase fino alla fine del secolo. 
Nei primi decenni postunitari più di due terzi delle negoziazioni delle borse valori riguardavano titoli del debito pubblico, il più importante dei quali era la cosiddetta Rendita 5%. In effetti la maggior parte della borghesia e degli agrari investiva i propri risparmi in titoli pubblici, e solo gli ambienti finanziari compravano azioni. A loro volta i titoli del debito pubblico italiano erano trattati più all'estero che in Italia e perciò il loro prezzo di mercato era determinato da alcune borse straniere, soprattutto da quella di Parigi.
Fra i titoli azionari quelli bancari avevano un ruolo preponderante, in quanto il finanziamento alle imprese in quei primi decenni si fondava solo in parte sul ricorso diretto al mercato borsistico. Le industrie venivano, infatti, finanziate soprattutto dalle banche, e solo quest'ultime ricorrevano al capitale di borsa.
Vi erano poi dei titoli tipici del mercato genovese, come quelli del comparto marittimo, di quello alimentare (mulini e zuccherfici) e di quello minerario. 
In conseguenza di tutto ciò fra i quattordici titoli più trattati alla Borsa di Genova sette erano bancari, tre di imprese di trasporti, due di acquedotti, uno di uno zuccherificio. Fra di essi c'erano la Banca Nazionale del Regno d'Italia, il Credito Mobiliare, la Banca Generale, la Navigazione Generale Italiana, l'Acquedotto Nicolay, l'Acquedotto De Ferrari Galliera.
A partire dal 1870 l'investimento in azioni superò quello in obbligazioni e ci fu una vera euforia borsistica: i giornali dell'epoca descrivevano le categorie del ceto medio improvvisamente dedite all'investimento in borsa. Descrivevano però anche la costituzione di banche e compagnie commerciali in quantità eccessiva, che si facevano quotare per raccogliere questo nuovo flusso di risparmio. La crisi economica del 1873 travolse queste società ed il capitale in esse investito. Perciò dopo tale data i titoli a reddito fisso tornarono a prevalere su quelli a rischio.  
Nel 1873 gli scambi alla Borsa di Genova raggiunsero il valore complessivo di 3 miliardi di lire, contro il miliardo e mezzo della Borsa di Milano.
Il graduale miglioramento dei conti pubblici permise ai governi della Sinistra storica di emanciparsi dalla tutela finanziaria e politica della Francia e di stipulare la Triplice Alleanza con la Germania e l'Austria. Quando poi andò al governo Francesco Crispi, nel 1887, lo statista siciliano perseguì una politica decisamente protezionistica, che permise un notevole sviluppo dell'industria italiana.  
Il sistema di finanziamento delle imprese, tuttavia, era ancora quello di trent'anni prima. Gli industriali si erano legati quasi tutti ad una delle due grandi banche di allora, il Credito Mobiliare (a capitale in maggioranza genovese) e la Banca Generale. Il legame non consisteva solo nei finanziamenti che le industrie ricevevano dalle banche: infatti, spesso gli istituti di credito detenevano anche quote delle imprese industriali. Questo stretto rapporto fra banca e impresa, senza ricorso alla borsa, fu fatale in occasione della crisi bancaria del 1893-4. Infatti, quando scoppiò lo scandalo della Banca Romana, l'intero sistema bancario italiano perse la fiducia dei risparmiatori, che corsero a ritirare i propri depositi dalle banche. Perciò anche le due grandi banche dovettero chiudere gli sportelli nell'inverno 1893-4 e furono successivamente liquidate.  

Il Palazzo della Borsa poco dopo l'inaugurazione

La svolta nel finanziamento delle imprese avvenne negli anni successivi, quando furono costituite (con un'importante partecipazione di capitali tedeschi) il Credito Italiano e la Banca Commerciale Italiana. Questi istituti erano anch'essi banche universali, tuttavia seguivano il modello tedesco di banca universale, il quale prevedeva che, accanto alle partecipazioni ed ai finanziamenti delle banche, le imprese facessero ricorso anche al mercato dei capitali, al fine di ridurre i rischi. Gli avvenimenti del 1893 avevano, infatti, dimostrato che le banche miste avevano bisogno di un mercato borsistico fiorente, in modo da poter smobilizzare facilmente le partecipazioni per procurarsi liquidità. Nel 1895 era finito il lungo periodo di depressione economica conseguente alla crisi del 1873, perciò gli ultimi anni dell'Ottocento furono anni di crescita industriale e borsistica.
L'industrializzazione dell'età giolittiana, tuttavia, riguardò soprattutto Milano ed il Piemonte, mentre declinò l'"aristocrazia" bancaria ligure e toscana, legata a quella francese, che aveva finanziato il periodo postunitario. 
Nei primi anni del Novecento la borsa genovese mostrò, infatti, dei segnali di crisi. Nel novembre 1906, in particolare, si verificò una speculazione sulle azioni della Terni, che non poté essere ripagata, lasciando gli operatori in affanno. Questo episodio seminò il panico nella borsa ligure e anche in altre piazze italiane. La Crisi economica del 1907 in Italia ebbe come epicentro proprio la Borsa di Genova. In conseguenza di quella crisi, fra il 1909 ed il 1911, la Borsa di Milano divenne la più importante d'Italia. 
Nel 1912 fu inaugurata la nuova sede che domina Piazza De Ferrari, tuttora chiamata Palazzo della Borsa.
Nel Dopoguerra la Borsa di Genova si collocò abbastanza stabilmente al quarto posto fra le borse italiane, dopo Milano, Roma e Torino. 
La Borsa di Genova, come le altre borse cittadine italiane, fu chiusa nel 1997, quando il cosiddetto "decreto EuroSIM" (D. Lgs. 23 luglio 1996, n. 415) ne determinò la fusione nell'unica Borsa Italiana.